# CAMM
共通モジュール式対空ミサイル（英語: Common Anti-Air Modular Missile, CAMM）は、イギリスの次世代短距離防空ミサイル・個艦防空ミサイルとして開発されているミサイル。イギリス国防省の将来区域防空システム（Future Local Anti-Air Defence System: FLAADS）計画に応じて、MBDA社により開発された。

## 概要
イギリス海軍向けの個艦防空ミサイルはCAMM(M)ないしシーセプター（Sea Ceptor）と称されており、2016年以降、シーウルフの後継として予定されている。一方、イギリス陸軍向けの短距離防空ミサイルはスカイセイバー（Sky Sabre）のミサイル部分としてCAMM(L)ないしランドセプター（Land Ceptor）と称されており、2020年以降、レイピアの後継として予定されている。また、ASRAAMの後継となる短距離空対空ミサイルとして、CAMM(A)の開発も提案されている。
CAMMの設計は、おおむね、空軍の短距離空対空ミサイルであるASRAAMに基づいている。ただし、終末誘導方式としては、ASRAAMが赤外線画像（IIR）誘導方式を採用していたのに対し、CAMMではアクティブ・レーダー・ホーミング（ARH）誘導方式を採用した。
CAMM(L)とシーセプターは、いずれも、ソフト・バーティカル・ランチ（SVL）と呼ばれる、新しい垂直発射システムを採用している。これは、まず発射機のピストンによってミサイルを射出したのち、空中で固体燃料ロケット・モーターに点火するというものである。シーセプターは、シーウルフ1発分の容積に4発を収容することができる。

## 運用

### イギリス
イギリス海軍向けのシーセプターは、2018年5月に運用が開始された。最初の搭載艦となったのは23型フリゲート「アーガイル」で、同艦がそれまで搭載していたシーウルフと置き換える形で配備された。また、アスター15艦対空ミサイルの後継として45型駆逐艦への搭載計画も進められている。
2021年12月には陸上発射型のランドセプターがイギリス陸軍にスカイセイバーシステムとして配備され、翌22年1月に運用が始まった。同月には既存のレイピアシステムの入れ替えとしてフォークランド諸島への配備が発表される。さらに、同年3月にはロシアのウクライナ侵攻に伴うNATOの東方地域防衛力強化でスカイセイバーがポーランドに配備される見込みである。

### ニュージーランド
ニュージーランド海軍では、テ・カハ級フリゲートの近代化改修の一環として、シーセプター搭載改修が行われた。

### スウェーデン
スウェーデン海軍では、2025年5月にヴィズビュー級コルベットへのシーセプター搭載改修が発注されており、2026年から順次改修予定である。